# North Ealing metróállomás
A North Ealing a londoni metró egyik állomása a 3-as zónában, a Piccadilly line érinti.

## Története
Az állomást 1903. június 23-án a District line részeként nyitották meg. 1932. július 4-én felváltotta a Piccadilly line.

## Forgalom
| Járat | Útvonal | Gyakoriság   |
| ----- | --- | ------------ |
|       | Cockfosters – Oakwood – Southgate – Arnos Grove – Bounds Green – Wood Green – Turnpike Lane – Manor House – Finsbury Park – Arsenal – Holloway Road – Caledonian Road – King’s Cross St. Pancras – Russell Square – Holborn – Covent Garden – Leicester Square – Piccadilly Circus – Green Park – Hyde Park Corner – Knightsbridge – South Kensington – Gloucester Road – Earl’s Court – Barons Court – Hammersmith – Turnham Green – Acton Town – Ealing Common – North Ealing – Park Royal – Alperton – Sudbury Town – Sudbury Hill – South Harrow – Rayners Lane – Eastcote – Ruislip Manor – Ruislip – Ickenham – Hillingdon – Uxbridge | 5 percenként |

## Átszállási kapcsolatok
| Állomás      | Átszállási kapcsolatok      |
| ------------ | --------------------------- |
| North Ealing | Helyi buszok (North Ealing) |

## Fordítás
- Ez a szócikk részben vagy egészben  a   North Ealing tube station című angol Wikipédia-szócikk fordításán alapul.  Az eredeti cikk szerkesztőit annak laptörténete sorolja fel. Ez a jelzés csupán a megfogalmazás eredetét és a szerzői jogokat jelzi, nem szolgál a cikkben szereplő információk forrásmegjelöléseként.